# Gujing, Guangdong
Gujing (kinesiska: 古井) är en köping i sydöstra Kina. Den ligger i stadsdistriktet Xinhui i staden Jiangmen i provinsen Guangdong, omkring 88 kilometer söder om provinshuvudstaden Guangzhou. Antalet invånare är 42 027. Befolkningen består av 20 160 kvinnor och 21 867 män. Barn under 15 år utgör 13,0 %, vuxna 15-64 år 76 %, och äldre över 65 år 10,0 %.